# 125 (numero)
Centoventicinque (125) è il numero naturale dopo il 124 e prima del 126.

## Proprietà matematiche
- È un numero dispari.
- È un numero composto dai seguenti quattro divisori: 1, 5, 25, 125. Poiché la somma dei divisori (escluso il numero stesso) è 31 < 125, è un numero difettivo.

- È il cubo di 5 e può essere espresso come somma di due quadrati in due maniere differenti: 125 = 102 + 52 = 112 + 22.[1]
- È un numero nontotiente in quanto dispari e diverso da 1.
- È un numero di Friedman nel sistema numerico decimale.
- È un numero potente.
- È parte delle terne pitagoriche (35, 120, 125), (44, 117, 125), (75, 100, 125), (125, 300, 325), (125, 1560, 1565), (125, 7812, 7813).
- È un numero palindromo nel sistema di numerazione posizionale a base 4 (1331).
- È un numero congruente.
- È un numero malvagio.

## Astronomia
- 125P/Spacewatch è una cometa periodica del sistema solare.
- 125 Liberatrix è un asteroide della fascia principale del sistema solare.

## Astronautica
- Cosmos 125 è un satellite artificiale russo.

## Chimica
- È il numero atomico dell'Unbipentio (Ubp), nome sistematico dell'elemento, temporaneamente assegnato dalla IUPAC.

## Trasporti
E125 è una strada europea di classe A.

## Convenzioni

### Sport
- La Classe 125 è stata una categoria del Campionato Mondiale di Motociclismo fino al 2012.

### Motori
- La Fiat 125 è una automobile prodotta dalla Fiat tra il 1967 e il 1972.